# Сан-Раймунду-ду-Дока-Безерра

Сан-Раймунду-ду-Дока-Безерра на карте штата.

Сан-Раймунду-ду-Дока-Безерра (порт. São Raimundo do Doca Bezerra) — муниципалитет в Бразилии, входит в штат Мараньян. Составная часть мезорегиона Центр штата Мараньян. Входит в экономико-статистический микрорегион Медиу-Меарин. Население составляет 6090 человек на 2010 год. Занимает площадь 419,352 км². Плотность населения — 14,52 чел./км².

## Демография
Согласно сведениям, собранным в ходе переписи 2010 г. Национальным институтом географии и статистики (IBGE), население муниципалитета составляет:
| Полное население                               | Полное население                               | Полное население                               | Полное население                               | 6090  |
| ---------------------------------------------- | ---------------------------------------------- | ---------------------------------------------- | ---------------------------------------------- | ----- |
| в том числе:                                   | Городское население                            | 1731                                           | Процент городского населения, %                | 28,42 |
|                                                | Сельское население                             | 4359                                           | Процент сельского населения, %                 | 71,58 |
|                                                | Мужское население                              | 3186                                           | Процент мужского населения, %                  | 52,32 |
|                                                | Женское население                              | 2904                                           | Процент женского населения, %                  | 47,68 |
| Плотность населения, чел/км²                   | Плотность населения, чел/км²                   | Плотность населения, чел/км²                   | Плотность населения, чел/км²                   | 14,52 |
| Население муниципалитета в % к населению штата | Население муниципалитета в % к населению штата | Население муниципалитета в % к населению штата | Население муниципалитета в % к населению штата | 0,09  |

По данным оценки 2016 года, население муниципалитета составляет 5230 жителей.

## Статистика
- Валовой внутренний продукт на 2003 год составляет 10 027 936,00 реалов (данные: Бразильский институт географии и статистики).
- Валовой внутренний продукт на душу населения на 2003 год составляет 1522,85 реала (данные: Бразильский институт географии и статистики).
- Индекс развития человеческого потенциала на 2000 год составляет 0,549 (данные: Программа развития ООН).